# Владимир Коев
Владимир Коев е български състезател по колоездене.

## Биография
Роден е на 31 октомври 1979 година в град Казанлък. Известен е с прякора „Пиранята“. През 2006 година завършва на второ място в Обиколката на Гърция и състезанието „По стъпките на Крал Никола“, което се провежда в Черна гора. През 2009 година спечелва сребърните медали в обиколките на България и Румъния, както и заема трето място във втората част от обиколката на Войводина. През 2010 година спечелва обиколката на Румъния и международното състезание „По стъпките на Крал Никола“. Същата година заема второ място в „Гранд при Краня“, трето място в колоездачната надпревара „Виктори тур“ и е обявен за най-добър колоездач на България. През 2011 година завършва на първо място в колоездачната обиколка на Сибиу.
След като през 2006 година е установено, че е използвал допинга станозолол, а през 2010 година - хептаминол, резултатите му за 2010 и 2011 година са анулирани, а състезателните му права са отнети за осем години напред.